# Indinavir
Pour les articles homonymes, voir IDV.
L'indinavir (IDV) est une pipérazine utilisée comme inhibiteur de protéase contre le VIH en association avec d'autres antirétroviraux dans le cadre de traitements antirétroviraux hautement actifs (HAART) du sida. Il est indiqué pour traiter l'infection à VIH-1 mais peut également être utilisé en traitement post-exposition (TPE).
L'indinavir n'est généralement pas utilisé seul, en raison du développement de pharmacorésistances du virus, mais généralement avec la lamivudine et la zidovudine. La dose recommandée est de 800 mg de sulfate d'indinavir trois fois par jour sous forme de comprimés.
Cet antiviral est environ dix fois plus sélectif pour la protéase du VIH-1 que pour celle du VIH-2.
Dans environ 6 %, le traitement des patients doit être interrompu en raison d'effets indésirables trop importants. Ce médicament provoque fréquemment des troubles de l'appareil digestif (douleur abdominale, diarrhée, nausée). Il peut également induire une cristallurie (en) et de lithiase urinaire ; il est recommandé de s'hydrater abondamment pour prévenir ce risque. Des lipodystrophies (« bosse de bison ») sont également observées.
L'indinavir inhibe par ailleurs la production urinaire de protoxyde d'azote et peut inhiber la production du monoxyde d'azote. Les traitements avec ce médicament sont fréquemment associés à des anomalies rénales, leucocyturie stérile et baisse de la clairance de la créatinine réduite. Il altère également la fonction endothéliale chez les hommes séronégatifs en bonne santé et peut faciliter l'athérome.
L'indinavir peut enfin induire une protéinurie et augmenter le taux sanguin de transaminases et de bilirubine. Les inhibiteurs de protéase du VIH étant éliminés par le foie, de nombreuses interactions avec d'autres médicaments sont possibles, tels qu'avec la rifampicine, la terfénadine (en), l'astémizole, le cisapride (en) et les benzodiazépines.
Il fait partie de la liste des médicaments essentiels de l'Organisation mondiale de la santé (liste mise à jour en avril 2013).